# Fußball-Weltmeisterschaft 2006/Ecuador
Dieser Artikel behandelt die ecuadorianische Nationalmannschaft bei der Fußball-Weltmeisterschaft 2006 in Deutschland.

## Qualifikation
|  | Ecuador – Venezuela (6. September 2003)                                                                                                |  | 2:0 (1:0) |
|  | 1:0 Espinoza (5.), 2:0 C. Tenorio (72.)                                                                                                |  |           |
|  | Brasilien – Ecuador (10. September 2003)                                                                                               |  | 1:0 (1:0) |
|  | 1:0 Ronaldinho (13.) |  |           |
|  | Paraguay – Ecuador (15. November 2003)                                                                                                 |  | 2:1 (1:0) |
|  | 1:0 Santa Cruz (29.), 1:1 Méndez (68.), 2:1 Cardozo (70.)                                                                              |  |           |
|  | Ecuador – Peru (19. November 2003) |  | 0:0       |
|  | |  |           |
|  | Argentinien – Ecuador (30. März 2004)                                                                                                  |  | 1:0 (0:0) |
|  | 1:0 Crespo (60.) |  |           |
|  | Ecuador – Kolumbien (2. Juni 2004) |  | 2:1 (1:0) |
|  | 1:0 Delgado (3.), 1:1 Oviedo (56.), 2:1 Salas (66.)                                                                                    |  |           |
|  | Ecuador – Bolivien (5. Juni 2004) |  | 3:2 (3:0) |
|  | 1:0 Soliz (28/ET), 2:0 Delgado (33.), 3:0 de la Cruz (40.), 3:1 L. Gutiérrez (58.), 3:2 Castillo (75.)                                 |  |           |
|  | Uruguay – Ecuador (5. September 2004)                                                                                                  |  | 1:0 (0:0) |
|  | 1:0 Bueno (58.) |  |           |
|  | Ecuador – Chile (10. Oktober 2004) |  | 2:0 (0:0) |
|  | 1:0 Kaviedes (59.), 2:0 Méndez (64.)                                                                                                   |  |           |
|  | Venezuela – Ecuador (14. Oktober 2004)                                                                                                 |  | 3:1 (1:1) |
|  | 1:0 Urdaneta (21./FE), 1:1 Marlon Ayoví (41./FE), 2:1, 3:1 Morán (73./81.)                                                             |  |           |
|  | Ecuador – Brasilien (17. November 2004)                                                                                                |  | 1:0 (0:0) |
|  | 1:0 Méndez (77.) |  |           |
|  | Ecuador – Paraguay (27. März 2005) |  | 5:2 (2:2) |
|  | 0:1 Cardozo (9.), 0:2 Cabañas (14.), 1:2 Valencia (32.), 2:2 Méndez (45.), 3:2 Méndez (38.), 4:2 Valencia (50.), 5:2 M. Ayoví (76./FE) |  |           |
|  | Peru – Ecuador (30. März 2005) |  | 2:2 (1:2) |
|  | 1:0 Guerrero (2.), 1:1 de la Cruz (3.), 1:2 Valencia (45.), 2:2 Farfán (58.)                                                           |  |           |
|  | Ecuador – Argentinien (4. Juni 2005)                                                                                                   |  | 2:0 (0:0) |
|  | 1:0 Lara (54.), 2:0 Delgado (90.) |  |           |
|  | Kolumbien – Ecuador (8. Juni 2005) |  | 3:0 (2:0) |
|  | 1:0, 2:0 Tressor Moreno (5./9.), 3:0 Arzuaga (70.)                                                                                     |  |           |
|  | Bolivien – Ecuador (3. September 2005)                                                                                                 |  | 1:2 (1:1) |
|  | 0:1 Delgado (8.), 1:1 Vaca (41.), 1:2 Delgado (48.)                                                                                    |  |           |
|  | Ecuador – Uruguay (8. Oktober 2005) |  | 0:0       |
|  | |  |           |
|  | Chile – Ecuador (12. Oktober 2005) |  | 0:0       |
|  | |  |           |

## Ecuadorianisches Aufgebot
| Nr.               | Name                   | Verein vor WM-Beginn    | Geburtstag | Spiele   | Tore     |          |          |          |          |
| Torhüter          | Torhüter               | Torhüter                | Torhüter   | Torhüter | Torhüter | Torhüter | Torhüter | Torhüter | Torhüter |
| ----------------- | ---------------------- | ----------------------- | ---------- | -------- | -------- | -------- | -------- | -------- | -------- |
| 1                 | Edwin Villafuerte      | Barcelona Sporting Club | 12.03.1979 | 0        | 0        | 0        | 0        | 0        |          |
| 12                | Cristian Mora          | LDU Quito               | 26.08.1979 | 4        | 0        | 1        | 0        | 0        |          |
| 22                | Damián Lanza           | SD Aucas                | 10.04.1982 | 0        | 0        | 0        | 0        | 0        |          |
| Abwehrspieler     |                        |                         |            |          |          |          |          |          |          |
| 2                 | Jorge Guagua           | CD El Nacional          | 28.09.1981 | 3        | 0        | 0        | 0        | 0        |          |
| 3                 | Iván Hurtado           | al-Arabi                | 16.08.1974 | 3        | 0        | 1        | 0        | 0        |          |
| 4                 | Ulises de la Cruz      | Aston Villa             | 08.02.1974 | 4        | 0        | 2        | 0        | 0        |          |
| 5                 | José Luis Perlaza      | CD Olmedo               | 06.10.1981 | 0        | 0        | 0        | 0        | 0        |          |
| 13                | Paul Ambrossi          | LDU Quito               | 14.10.1980 | 1        | 0        | 0        | 0        | 0        |          |
| 17                | Giovanny Espinoza      | LDU Quito               | 12.04.1977 | 4        | 0        | 0        | 0        | 0        |          |
| 18                | Neicer Reasco          | LDU Quito               | 23.07.1977 | 3        | 0        | 0        | 0        | 0        |          |
| Mittelfeldspieler |                        |                         |            |          |          |          |          |          |          |
| 6                 | Patricio Urrutia       | LDU Quito               | 15.10.1977 | 3        | 0        | 0        | 0        | 0        |          |
| 7                 | Christian Lara         | CD El Nacional          | 27.04.1980 | 2        | 0        | 0        | 0        | 0        |          |
| 8                 | Edison Méndez          | LDU Quito               | 16.03.1979 | 4        | 0        | 1        | 0        | 0        |          |
| 14                | Segundo Castillo       | CD El Nacional          | 15.05.1982 | 3        | 0        | 1        | 0        | 0        |          |
| 15                | Marlon Ayoví           | Deportivo Quito         | 27.09.1971 | 1        | 0        | 0        | 0        | 0        |          |
| 16                | Antonio Valencia       | Recreativo Huelva       | 04.08.1985 | 4        | 0        | 2        | 0        | 0        |          |
| 19                | Luis Fernando Saritama | Deportivo Quito         | 20.10.1983 | 0        | 0        | 0        | 0        | 0        |          |
| 20                | Edwin Tenorio          | Barcelona Sporting Club | 16.06.1976 | 4        | 0        | 0        | 0        | 0        |          |
| Stürmer           |                        |                         |            |          |          |          |          |          |          |
| 9                 | Félix Borja            | Olympiakos Piräus       | 02.04.1983 | 1        | 0        | 0        | 0        | 0        |          |
| 10                | Iván Kaviedes          | Argentinos Juniors      | 24.10.1977 | 4        | 1        | 0        | 0        | 0        |          |
| 11                | Agustín Delgado        | LDU Quito               | 23.12.1974 | 3        | 2        | 0        | 0        | 0        |          |
| 21                | Carlos Tenorio         | al-Sadd Sports Club     | 14.05.1979 | 3        | 2        | 1        | 0        | 0        |          |
| 23                | Cristian Benítez       | CD El Nacional          | 01.05.1986 | 1        | 0        | 0        | 0        | 0        |          |
| Trainer           |                        |                         |            |          |          |          |          |          |          |
|                   | Luis Fernando Suárez   |                         | 23.12.1959 |          |          |          |          |          |          |

## Spiele von Ecuador

### Quartier der Mannschaft
Hotel Bristol in Bad Kissingen. 

### Vorrunde
- Freitag, 9. Juni 2006, 21 Uhr in Gelsenkirchen
 Polen –  Ecuador 0:2 (0:1)

- Donnerstag, 15. Juni 2006, 15 Uhr in Hamburg
 Ecuador –  Costa Rica 3:0 (1:0)

- Dienstag, 20. Juni 2006, 16 Uhr in Berlin
 Ecuador –  Deutschland 0:3 (0:2)

Details siehe Fußball-Weltmeisterschaft 2006/Gruppe A

### Achtelfinale
Sonntag, 25. Juni, 17 Uhr in Stuttgart

 England –  Ecuador 1:0 (0:0)

## Zusammenfassung
Ecuador hatte sich zur Weltmeisterschaft 2006 in Deutschland als Dritter der Südamerika-Qualifikation hinter Argentinien und Brasilien qualifiziert.
Das erste Vorrundenspiel gegen Polen gewann Ecuador unerwartet mit 2:0 (1:0). Der Sieg war völlig verdient, zumal Ecuador defensiv sehr gut gestellt war und die polnischen Angriffe bis auf zwei Lattenschüsse in den letzten Minuten stets abwehren konnte. Im Offensivbereich gelang ein ansehnliches Kurzpassspiel, welches zu zwei Toren führte.
Ecuador konnte auch das zweite Vorrundenspiel gegen Costa Rica mit 3:0 (1:0) gewinnen. Ecuador kontrollierte das Spiel und ließ bis auf einen Lattentreffer nur wenige Möglichkeiten Costa Ricas zu. Danach war man bereits vorzeitig für das Achtelfinale qualifiziert und übernahm sogar vor Gastgeber Deutschland die Tabellenführung. Das erstmalige Erreichen der K.O.-Runde wurde international als Überraschung gewertet.
Das dritte Vorrundenspiel, in dem es nur noch um den Gruppensieg ging, verlor Ecuador gegen Gastgeber Deutschland verdient mit 0:3 (0:2). Ecuador trat mit einer halben B-Mannschaft an und schnell wurde deutlich, dass man alle Kräfte für das anstehende Achtelfinale schonen wollte und für das Spiel nicht mehr als nötig tat. Ecuador belegte in der Gruppe A den für das Achtelfinale qualifizierenden zweiten Platz (3 Spiele, 2 Siege und 1 Niederlage, 5:3 Tore (+2), 6 Punkte) mit drei Punkten Vorsprung auf den Platz drei. So konnten Polen und Costa Rica auf die Plätze verwiesen werden.
Im Achtelfinale unterlag Ecuador der Mannschaft aus England mit 0:1 (0:0) und schied aus. Die Mannschaft stand auch hierbei sicher in der Defensive und hielt England während des ganzen Spielverlaufs in Schach, in der Anfangsphase hätte man sogar selbst in Führung gehen können. Nach einer Stunde entschied David Beckham durch einen Freistoß das Spiel. In der verbleibenden Spielzeit waren die Mittel der Tri dann zu limitiert, um das Blatt nochmals zu wenden.